# Хутір П'ятницького
Хутір П'ятницького (крим. Hutir Pyatnıtskoğo), також Медмістечко (крим. Tibbiy şeerı) — район Севастополя у Гагарінському районі, за три кілометри на схід від вершини Комишової бухти в районі перетину Фіолентовського та Комишовського шосе.

## Опис
Названо на ім'я його власника. В даний час в цьому місці збудовано комплекс медичних лікувальних закладів, які утворили мікрорайон Медмістечко. Попри це, городяни часто це місце називають старою назвою.
Це відоме місце, де розташована психіатрична лікарня міста. Якщо в Севастополі ви почуєте щось на кшталт «тобі місце на хуторі», це означає, що той, хто говорить, має сумніви щодо вашого душевного здоров'я.
У 2018 році в районі при будивництві були пошкоджені давні об'єкти, включені в список всесвітньої культурної спадщини історико-культурних заповідників.
З 7 вересня 2023 року частина місцевості передана до Бахчисарайського району Автономної Республіки Крим.